# カタルーニャ・シ・カ・アス・ポット
カタルーニャ・シ・カ・アス・ポット（カタルーニャ語: Catalunya Sí que es Pot）はポデーモス、カタルーニャ緑のためのイニシアティブ（ICV）、アスケーラ・ウニーダ・イ・アルタルナティーバ（EUiA）、エクオなどの左派政党によって設立された連合体。2015年7月バルセロナにおいてバルサローナ・アン・クムーをモデルに同年9月の州議選と次期総選挙のために結成された。

## 経緯

### 創設

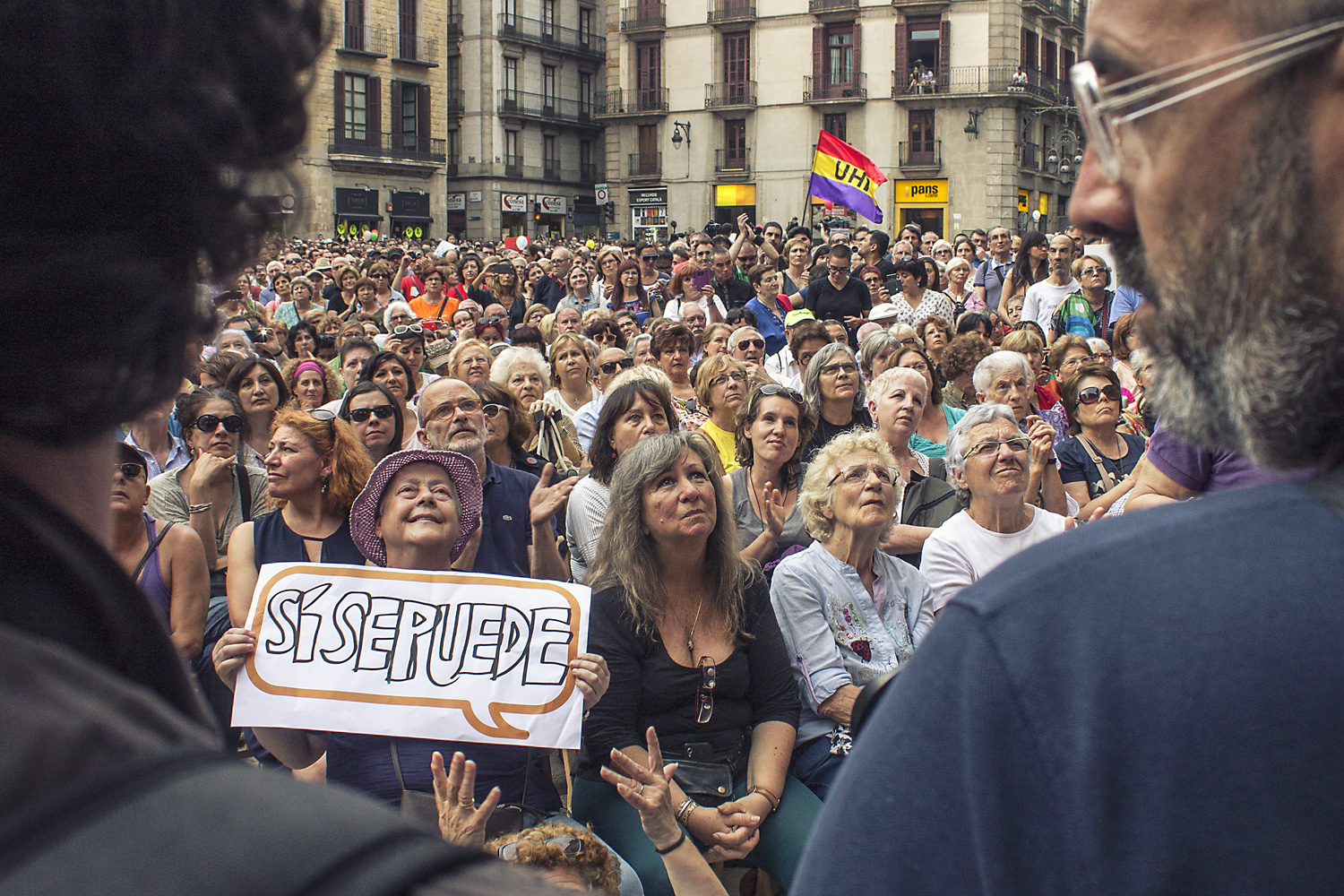
5月の自治体選挙でのアダ・クラウ率いたバルサローナ・アン・クムーの成功を州議選において再現するべく結成された。

2015年5月に行われた自治体選挙において様々な左派勢力による選挙連合体が躍進したことを受けて、特にバルセロナでのバルサローナ・アン・クムーの大躍進により、同年9月のカタルーニャ州議選においても同様な枠組みでの勝利を目指して結成された。それ故に当初の選挙連合の名称は「カタルーニャ・アン・クムー（Catalunya en Comú）」とされた。その後いくつかの世論調査で「カタルーニャ・アン・クムー」は独立派に対して推定議席30~31を獲得するであろうという調査結果が出された。
諸政党は選挙連合のリストの上位にICVのジュアン・クスクビエーラ・イ・クネーザ、ポデーモスのアルバーノ・ダンテ・ファチン、憲法制定プロセスのタレーザ・フルカーダス・イ・ビラを据えることを提案し、筆頭候補者については、残りのメンバーとの合意によるものとした。
2015年6月末にバルセロにおいてポデーモスのパブロ・イグレシアスと他の執行部メンバーがICVの執行部と会談し、総選挙を念頭において選挙連合の名称を「新しい」ものに変更することについての合意がなされた。新しい名称の候補として「アラ・カタルーニャ」が提案されたが、最終的に社会運動でしばしば使用される「シ・カ・アス・ポット」という語を付加したカタルーニャ・シ・カ・アス・ポットが選ばれた。

### 公式発表

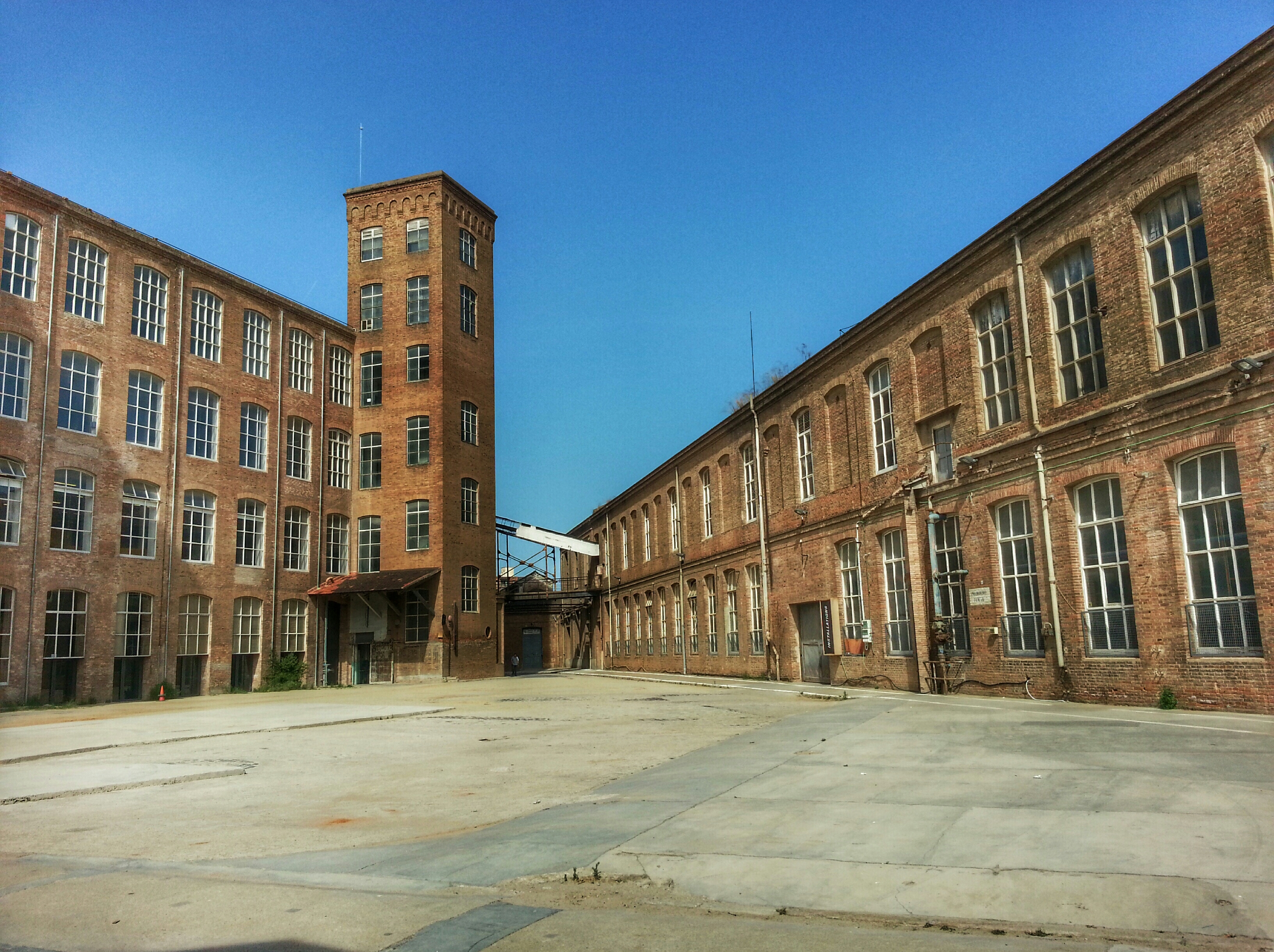
La presentació oficial de la coalició va tenir lloc a l'exterior de la Fàbrica Fabra i Coats de Barcelona.

2015年7月19日バルセロナの旧Fabra i Coats工場において、カタルーニャ緑のためのイニシアティブ、アスケーラ・ウニーダ・イ・アルタルナティーバ、ポデーモスの参加の上で合意のための予備協定が披露された。式典には作家のNajat El Hachmiやジャーナリストのアントニオ・フランコ（Antonio Franco）の姿も見られ、支持を表明した。式典では統一候補者リストも披露されたが、「マスのリスト」のようだとの批判がなされ、開かれた連合体としてリストへの参加は開かれていることが付け加えられた。
ジュアン・エレーラとパブロ・イグレシアスの会談後、年末までに行われる総選挙においてICVとポデーモスによる選挙連合を再現すること、そして選挙連合のロゴマークはまだ未決定であるが、カタルーニャ・シ・カ・アス・ポットとの直接的関係がわかるようなものとすること、下院で合同会派を結成することなどが発表された。7月23日バルセロナ県の候補者リストの筆頭候補者に翻訳者で政治家のリュイス・ラベイがなることが公表された。
7月25日、社会運動団体のカタルーニャ憲法制定プロセスがカタルーニャ・シ・カ・アス・ポットに参加しないことを決定。その一方で、エクオ・カタルーニャは7月28日の党大会においてオンライン投票によってカタルーニャ・シ・カ・アス・ポットへの参加を決定した。

### 選挙戦
カシネット・ドゥスタフラン（Casinet d'Hostafrancs）が選挙戦における第一声の場所として選ばれた。前日、パブロ・イグレシアスは党の会合において「アンダルシーアやエストレマドゥーラ出身の両親を持つことに引け目を感じない人々に投票を呼び掛ける」と発言した。この発言は他の党メンバーから、差別的でレルー的であるとの批判を受けた。汚職と歳出カットを結びついたマリアーノ・ラホイと比較することによるアルトゥール・マスへの批判をベースにして、独立派を支援しない有権者のために市民とともに戦う第2党を強化する必要があると訴えた。
選挙キャンペーンのが始まると、ポデーモスが重要な役割を担っていることが知らされた。選挙ポスターにはPODEM（カタルーニャ語でPODEMOSのこと）のロゴが使われ、"I tant que PODEM"というフレーズが挿入されており、ポデーモスのイニゴ・エレホン・ガルバン（Íñigo Errejón Galván）とパブロ・イグレシアスが精力的にかかわっていることが発表された。

### 選挙結果
カタルーニャ・シ・カ・アス・ポットは州議会に11議席を獲得したが、ラベイ自身はジュンツ・パル・シとそれに対する選挙キャンペーンを行った反対派との間で主張がかみ合っていなかったことによる敗北であると認めた。カタルーニャ・シ・カ・アス・ポットはその選挙キャンペーンにおいては全国的な問題に逃げて、集中的にアルトゥール・マスの社会的提案と政治手法に対して強く批判する戦法をとった。初期の世論調査では支持率第2位であったが、偏った選挙戦術と候補者の知名度の低さが災いして当初の勢いを維持することができず、期待には程遠い結果であった。パブロ・イグレシアスは、この結果を受けて、カタルーニャの人々の声を聴く初めてのスペイン首相になることを望んだのだといった。